# Hummingbird Heartbeat
Singles de Katy Perry
Wide Awake
(2012) Roar
(2013)
Hummingbird Heartbeat est une chanson de l'artiste américaine Katy Perry, issue de son troisième album studio, Teenage Dream (2010). Elle a été écrite par Perry, Stacy Barthe, Monte Neuble ainsi que par Christopher "Tricky" Stewart, dont la production a été effectuée par ce dernier. Hummingbird Heartbeat a été inspirée par l'ex-petit ami de Perry, Russell Brand. Utilisant des éléments du glam metal, de la musique rock et d'electronica dans sa composition, la chanson a également été influencée par la dance-pop. Lyricalement, Hummingbird Heartbeat compare le sentiment d'être amoureux à la vitesse du battement de cœur d'un colibri. La chanson a reçu des critiques généralement positives des critiques musicales, dont beaucoup d'entre eux ont mentionné le fait qu'il s'agirait d'un choix potentiel en tant que single. Avant la sortie de Teenage Dream, Hummingbird Heartbeat se positionna à la 124e place du South Korea Gaon International Chart.

## Écriture et inspiration

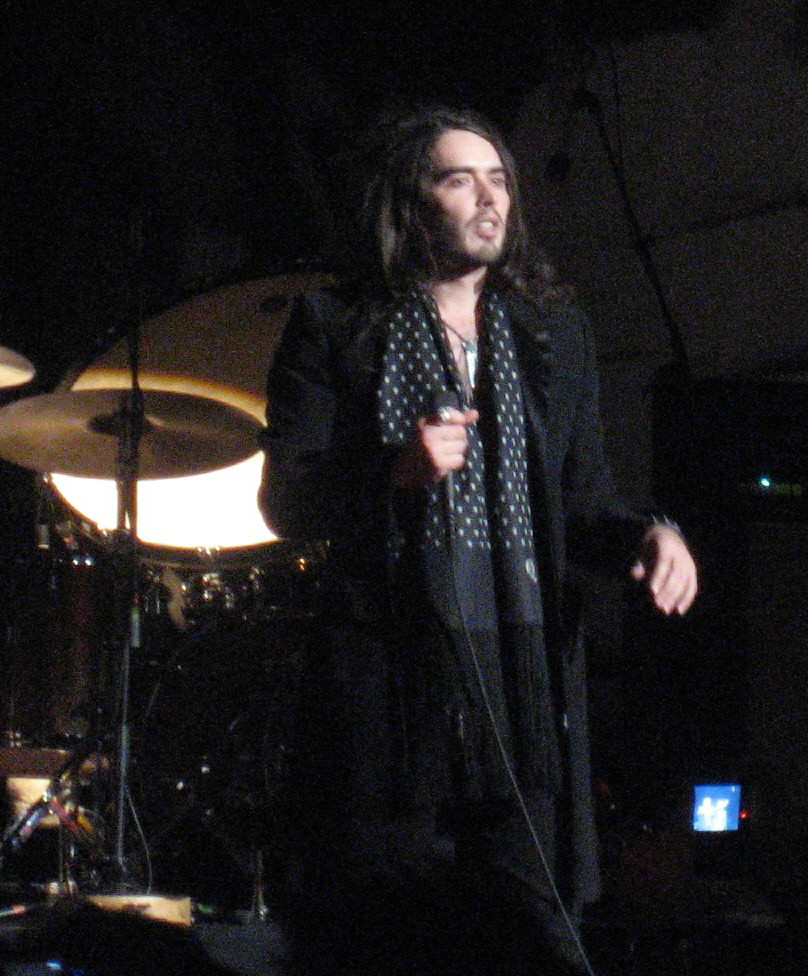
L'inspiration de Perry pour écrire Hummingbird Heartbeat est venue après avoir rencontré Russell Brand

Lors d'une interview avec YouTube pour promouvoir Teenage Dream en août 2010, Perry révéla que Hummingbird Heartbeat était l'une des premières chansons qu'elle a écrites pour l'album après avoir terminé son Hello Katy Tour en 2009 . Tout en parlant de la chanson, Katy dit qu'elle en a eu l'idée alors qu'elle était dans sa ville natale de Santa Barbra en Californie :

« Je prenais le petit déjeuner quand j'ai vu ce colibri et celui-ci prenait aussi son petit déjeuner...et je ne sais pas si vous le savez mais les colibris sont soi-disant porte-bonheur et je ne pensais qu'aux colibris. Je me disais 'Quelle peut bien être la vitesse de leurs battements de cœur ?', ou bien 'Combien de battements par minute ?' Et j'ai utilisé cette idée comme une vision pour quelqu'un qui serait amoureux de moi, avec au lieu de ces papillons qu'on a dans le ventre, ce qui pourrait bien faire battre mon cœur vite, très vite . »

.

## Composition
Hummingbird Heartbeat est une chanson avec un tempo glam metal, rock, et électronique avec des influences pop. La chanson comporte également une place importante aux influences de la musique des années 1980. Hummingbird Heartbeat est écrit dans la clé de sol majeur et le tempo se déplace à 120 battements par minute. La gamme vocale de Perry dans la chanson s'étend de la note inférieure de B3 à la note supérieure de E5. La chanson comprend des guitares électriques, batterie acoustique, un piano et synthétiseurs dans sa production.

## Réception
MTV News reviewer Tom Thorogood gave a positive review of the song, labeling it a strong single choice and calling it a: "nice companion to Teenage Dream, “the story of the birds and the bees” is more grown up with proper guitars." Jeb Inge of The Journal called "Hummingbird Heartbeat" the strongest song on the album, while Michael Gallucci of The Scene declared the song an album highlight, and compared the it to another Perry song, "Teenage Dream", adding that they were both "top-down bangers." Gary Trust of Billboard compared "Hummingbird Heartbeat" with the original five Teenage Dream singles, and if released as a single, would help Perry be the only artist with six number-one singles on the Billboard Hot 100.

## Liste des pistes
- Téléchargement numérique

1. Hummingbird Heartbeat – 3:32

## Classement hebdomadaire
| Classement (2010)                 | Meilleure position |
| --------------------------------- | ------------------ |
| Corée du Sud (Gaon International) | 124                |